# Oberalppas
De Oberalppas vormt de verbinding tussen de Zwitserse kantons Graubünden (Disentis) en Uri (Andermatt). De huidige pasweg is gebouwd in 1862 - 1863. Over het bergzadel loopt ook de spoorlijn van de Matterhorn Gotthard Bahn (MGB); deze is in 2003 ontstaan uit de vroegere spoorlijnen Furka-Oberalp-Bahn en Brig-Visp-Zermatt-Bahn.
De pashoogte is zowel vanuit het oosten als vanuit het westen vrij gemakkelijk te bereiken. De weg is nergens echt heel smal of steil. De top van de Oberalppas bevindt zich op een groene vlakte die voor een groot deel in beslag wordt genomen door het stuwmeer, de Oberalpsee. Dit 1200 meter lange meer is rijk aan forellen. Hierlangs rijdt ook de felrode trein van de MGB. Iets ten zuiden van de pashoogte ligt het bergmeer Lai da Tuma (2345 m) waaruit de Voor-Rijn ontstaat.
De Oberalppas wordt als dagtocht vaak gereden in combinatie met de nabijgelegen Lukmanierpas, Gotthardpas en Furkapas.

## Afbeeldingen

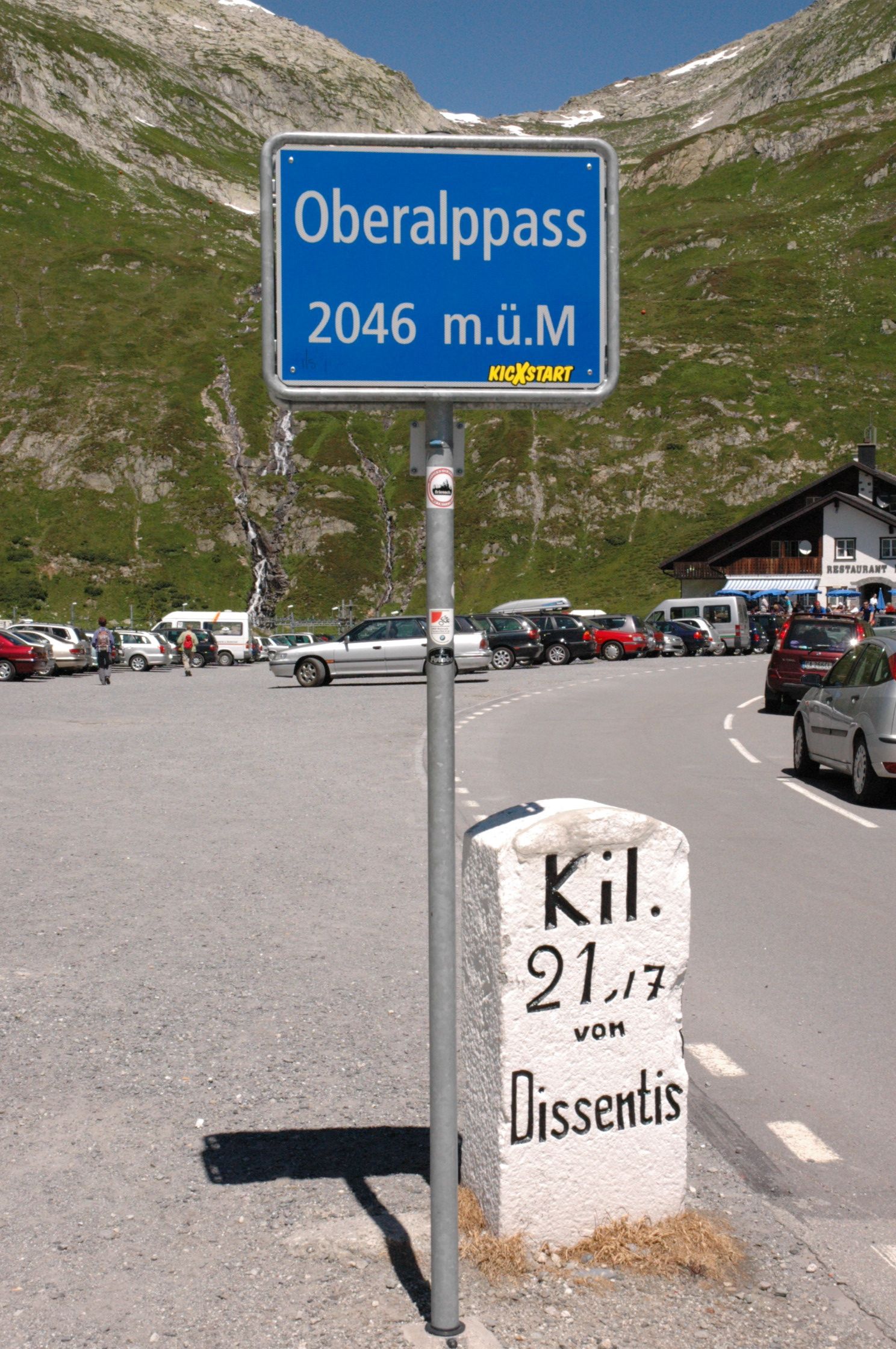
Pashoogte

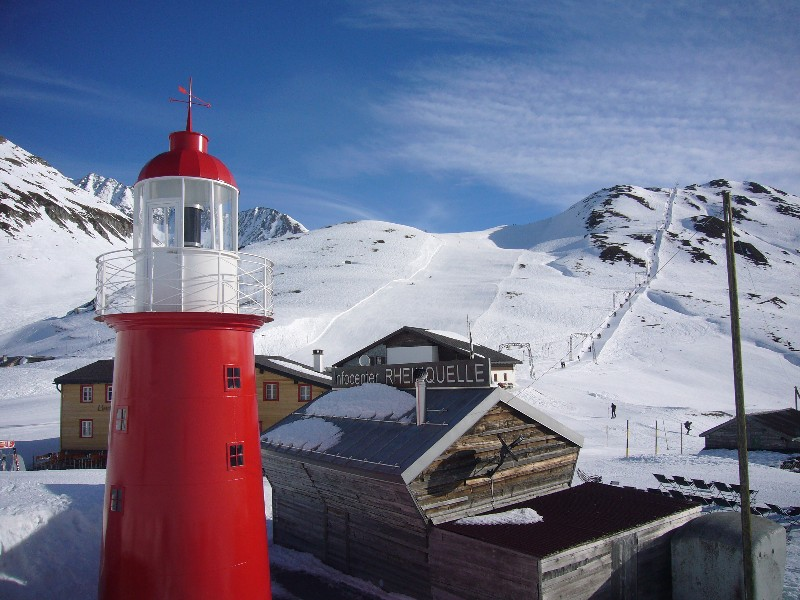
Oberalppas winter

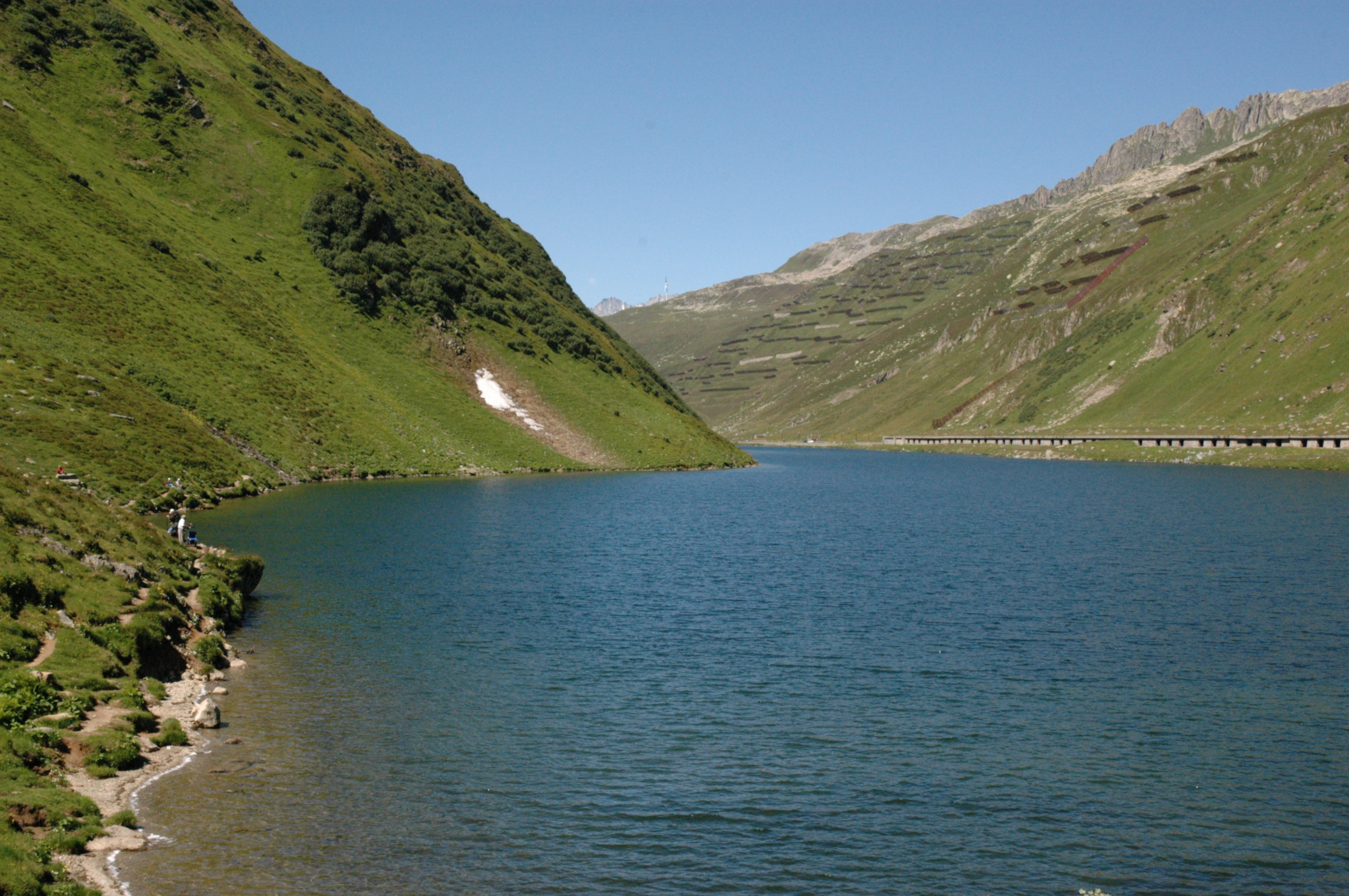
Oberalpsee